# Terremoto de Lidia del año 17
El terremoto de Lidia del año 17 causó la destrucción de al menos doce ciudades de la región de Lidia, en la provincia romana de Asia en Asia Menor —actualmente parte de Turquía—. El terremoto fue registrado por los historiadores romanos Tácito y Plinio el Viejo, y por los historiadores griegos Estrabón y Eusebio de Cesarea. Plinio lo calificó como «el mayor terremoto que se recuerda» (Nat. Hist. 2:86 §200). La ciudad de Sardes, antigua capital del Imperio lidio, fue la más afectada y nunca se recuperó del todo de la destrucción.

## Daños
Los registros históricos enumeran hasta quince pueblos y ciudades que fueron destruidos o dañados por el terremoto: Sardes, Magnesia, Temno, Filadelfia, Egas, Apollonis, Mostene, Hyrkanis, Hierápolis, Mirina, Cime, Tmolus, Pérgamo, Éfeso y Cibyra. Tácito no menciona a Pérgamo, Éfeso y Cibyra. El registro de daños en Éfeso y Cibyra puede referirse a un terremoto en el año 23. En Pérgamo, el Heroon de Diodoros Pasparos fue remodelado después del terremoto.

## Terremoto
Existen muy pocos detalles sobre este terremoto. Se sabe que ocurrió durante la noche, en el año 17 y que afectó a una serie de ciudades. En los catálogos se han utilizado diversos epicentros, cerca de Éfeso en la base de datos National Geophysical Data Center NGDC, en Sardes en la base de datos CFTI4MED, y cerca de Magnesia en el catálogo del IISEE.

## Consecuencias
El emperador romano, Tiberio, acordó eximir de todos los impuestos a Sardes y a las demás ciudades durante un periodo de cinco años después del terremoto. Además, envió a Sardes diez millones de sestercios y nombró a Marco Alecio, un ex pretor, para que evaluara sus necesidades. En reconocimiento a la ayuda recibida y a los tributos a los que se renunció, doce de las ciudades levantaron una estatua colosal en honor de Tiberio en el Foro romano de Julio César en Roma, con cada una de las ciudades representada por una figura reconocible. Más tarde se añadieron dos figuras más, representando a Kibyra y Éfeso, ya que también habían recibido ayuda de Tiberio. Una copia de esta estatua, con las figuras trasladadas a un friso alrededor de la base, se erigió en Pozzuoli, donde todavía puede verse.
En el año 43, se erigió una estatua en honor de Tiberio en Sardes, con una inscripción que lo calificaba de «fundador de la ciudad». Otra inscripción incompleta, encontrada en Sardes, se cree que fue una copia de un documento formal de las ciudades al emperador expresando su gratitud. La parte que se conserva incluye las firmas de los representantes de ocho de las ciudades.
En los años 22-23, se acuñaron en Roma monedas conmemorativas en las que aparecía Tiberio con la inscripción "CIVITATIBVS ASIAE RESTITVTIS" (RPC I.2.48) o «ciudades de Asia restauradas». También se acuñaron monedas provinciales, entre ellas una de la ciudad de Magnesia, con la inscripción "ΤΙΒΕΡΙΟΝ ΣΕΒΑΣΤΟΝ ΚΤΙΣΤΗΝ" o «Tiberio Augusto Fundador».[
Algunas de las ciudades cambiaron  convirtió en Hierocaesarea,[16] Kibyra añadió Cesarea a su nombre, Filadelfia pasó a llamarse Neocaesarea, y Sardes añadió brevemente «Cesarea» a su nombre.